# Charlotte Zeidler
Henriette Luise Charlotte Zeidler (Berlín vers el 1814 - Idem., 7 d'agost, 1896), va ser una pianista i professora de piano alemanya.

## Biografia
Charlotte Zeidler era filla del mestre fuster berlinès Carl Friedrich Wilhelm Zeidler i la seva esposa Johanna Marie Charlotte nascuda Stromer. Va mostrar el seu talent musical a una edat molt primerenca i va donar classes de piano a l'edat d'onze anys, doncs va haver de mantenir la subsistència dels seus catorze germans.
Va rebre lliçons de música de Ludwig Berger, que la va descriure com la seva alumna més dotada, que ja destacava musicalment per sobre dels seus companys de classe als sis anys.
El 1826, a l'edat d'uns dotze anys, va actuar en un concert en el qual també es van tocar les composicions del príncep Lluís Ferran; una actuació que el kàiser Guillem II havia repetit a Sanssouci el 1895. Aquesta actuació va establir la seva reputació com a pianista, però per raons econòmiques va haver de dedicar més temps a les classes de música que a la formació artística.
Com a professora de piano, va ensenyar a Lluïsa de Prússia, germana del príncep hereu prussià Friedrich Wilhelm, entre d'altres, durant diversos anys.
El teòleg Friedrich Schleiermacher, que l'havia batejat i confirmat, va romandre el seu amic espiritual amb els seus escrits per la resta de la seva vida.
Es va comprometre amb Friedrich Wilhelm Ludwig Lerche († 16 de desembre de 1840 a Berlín), educador de la família del príncep August de Prússia i compositor.
Charlotte Zeidler va ser enterrada l'11 d'agost de 1896 al cementiri de Dorotheenstadt a Berlín.